# Vijay Amritraj
Vijay Amritraj, född 14 december 1953 i Madras, Indien, är en indisk högerhänt tidigare professionell tennisspelare och skådespelare.

## Tenniskarriären
Vijay Amritraj vann under sin karriär som ATP-proffs 1973-86 16 singel- och 13 dubbeltitlar. Han rankades som bäst som nummer 16 i singel (juli 1980) och som nummer 39 i dubbel (oktober 1985). Amritraj spelade totalt in 1 331 913 US dollar i prispengar.      
Vijay Amritraj rankades som etta i hemlandet Indien 1975-76 och vann tillsammans med sin bror Anand Amritraj, också tennisproffs, flera dubbeltitlar. Även ett tredje syskon, Ashok Amritraj blev professionell tennisspelare. Vijay var en reslig spelare (193 cm lång) med god spelteknik. Hans bästa underlag var gräs, och han spelade ett typiskt attackerande serve-volley-spel. I sina bästa stunder kunde han besegra världens främsta spelare, men förlorade ofta längre matcher på grund av bristande uthållighet. 
I singel nådde Vijay vid tre tillfällen kvartsfinal i Grand Slam-turneringar och besegrade 1974 Björn Borg över fem set i fjärde omgången i US Open och tvingade honom 1979 till fem set i fjärde omgången i Wimbledonmästerskapen. Vijay besegrade också i GS-turneringar spelare som Rod Laver och noterade karriärvinster över John McEnroe och Jimmy Connors.  Amritraj lyckades dock aldrig vinna någon GS-titel, varken i singel eller dubbel. Som bäst nådde Vijay tillsammans med sin bror Anand 1976 semifinalen i dubbel i Wimbledon.      
Vijay Amritraj deltog i det indiska Davis Cup-laget 1970, 1972-77, 1979 och 1981-88. Han spelade totalt 73 matcher av vilka han vann 45. Laget nådde världsfinal 1987 som spelades mot ett lag från Sverige. Svenskarna vann med 5-0 i matcher och Vijay förlorade sina två singlar mot Mats Wilander och Anders Järryd, liksom dubbelmatchen tillsammans med Anand mot Wilander/Joakim Nyström. 
Efter avslutad tenniskarriär har han främst arbetat som sportkommentator. Hans son Prakash är professionell tennisspelare.

## Skådespelarkarriären
Vijay har som skådespelare deltagit i några spelfilmer. Han deltog tillsammans med Roger Moore i Bondfilmen Octopussy och i Star Trek IV - Resan hem.

## Singeltitlar
- - 1973 - Bretton Woods, New Delhi
  - 1974 - Manchester, Washington
  - 1975 - Calcutta, Columbus
  - 1976 - Memphis WCT, Newport
  - 1977 - Auckland, Bombay
  - 1978 - Mexico City
  - 1979 - Bombay
  - 1980 - Bangkok, Newport
  - 1984 - Newport
  - 1986 - Bristol

## Dubbeltitlar
- - 1974 - Bombay, Columbus
  - 1975 - Atlanta WCT, Los Angeles
  - 1976 - Memphis WCT
  - 1977 - London/Queen's Club, Masters Doubles WCT
  - 1978 - Mexico City
  - 1980 - Frankfurt, Rotterdam
  - 1982 - Chicago-2 WCT
  - 1983 - Newport
  - 1986 - Newport